# Ginnosar
Ginnosar (hebreiska: גנוסר) är en ort i Israel.   Den ligger i distriktet Norra distriktet, i den norra delen av landet. Antalet invånare är 476.
Terrängen runt Ginnosar är kuperad åt nordväst, men åt sydost är den platt.  Närmaste större samhälle är Tiberias, 6,1 km söder om Ginnosar. Trakten runt Ginnosar består till största delen av jordbruksmark.